# Cadillac Man
Cadillac Man is een Amerikaanse komische film uit 1990 van Roger Donaldson met in de hoofdrollen onder meer Robin Williams en Tim Robbins.

## Verhaal
Het leven van Joey O'Brien (Robin Williams), een autoverkoper in Brooklyn, loopt niet op rolletjes: zijn ex-vrouw eist alimentatie, zijn dochter is vermist, hij houdt er twee maîtresses op na, hij heeft een schuld bij de maffia en om zijn baan te behouden, moet hij binnen een paar dagen twaalf auto's zien te verkopen. Ondertussen heeft Donna (Annabella Sciorra), een secretaresse van de autohandel, een affaire met een andere collega. Op de dag dat Joey's deadline afloopt, valt haar man Larry (Tim Robbins) binnen en gijzelt alle aanwezigen.

## Rolverdeling
| Acteur            | Personage      | Opmerkingen             |
| ----------------- | -------------- | ----------------------- |
| Robin Williams    | Joey O'Brien   |                         |
| Fran Drescher     | Joy Munchack   | Joey's maîtresse        |
| Zack Norman       | Harry Munchack | haar man                |
| Annabella Sciorra | Donna          | secretaresse            |
| Tim Robbins       | Larry          | haar man                |
| Lori Petty        | Lila           | Joey's andere maîtresse |